# Київ-Волинський
Київ-Волинський — вузлова дільнична станція першого класу Київської дирекції залізничних перевезень Південно-Західної залізниці, транзитний пункт. Входить до Київського залізничного вузла.
Станція розташована біля перетину вулиць Новопольової та Пост-Волинської. Найближча станція від аеропорту Жуляни, до якого можна пройти пішки або проїхати одну зупинку на тролейбусі.
Від станції відходять лінії у п'яти напрямках:
- на Фастів I (відстань — 57 км);
- на Коростень (149 км);
- на Дарницю (через Почайну; 30 км);
- на Грушки (6 км);
- на Дарницю (через Київ-Деміївський; 21 км).

Сусідні станції і зупинні пункти: Вишневе (відстань — 6 км) у напрямку ст. Фастів I, Борщагівка-Технічна (3 км) в напрямку Коростеня, з. п. Караваєві Дачі (4 км) в напрямку Києва-Пасажирського, з. п. Алмаз (3 км) на лінії Вишневе — Святошин.

## Історія
Станція відкрита 12 (25) серпня 1900 року під час будівництва лінії Київ — Ковель. Біля відгалужень двох ліній було засновано стрілочний пост, що здобув назву Пост-Волинський (новопрокладена лінія йде в напрямку Волині). Сучасна назва — з 1973 року.
4 жовтня 2011 року був відкритий рух міської електрички кільцем. Київ-Волинський став однією з її зупинок.

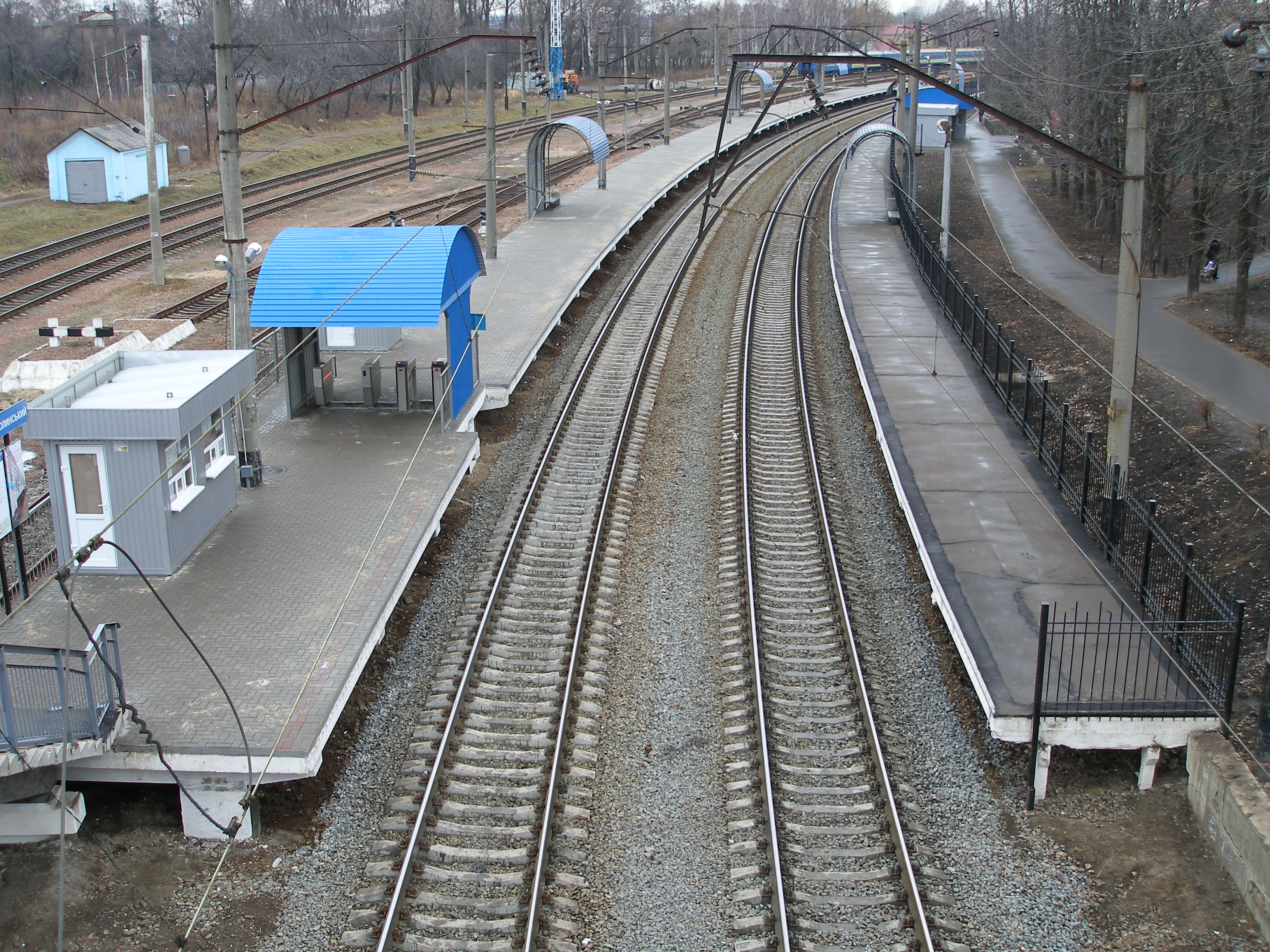
Платформи №№ 1 і 2 (міська електричка)
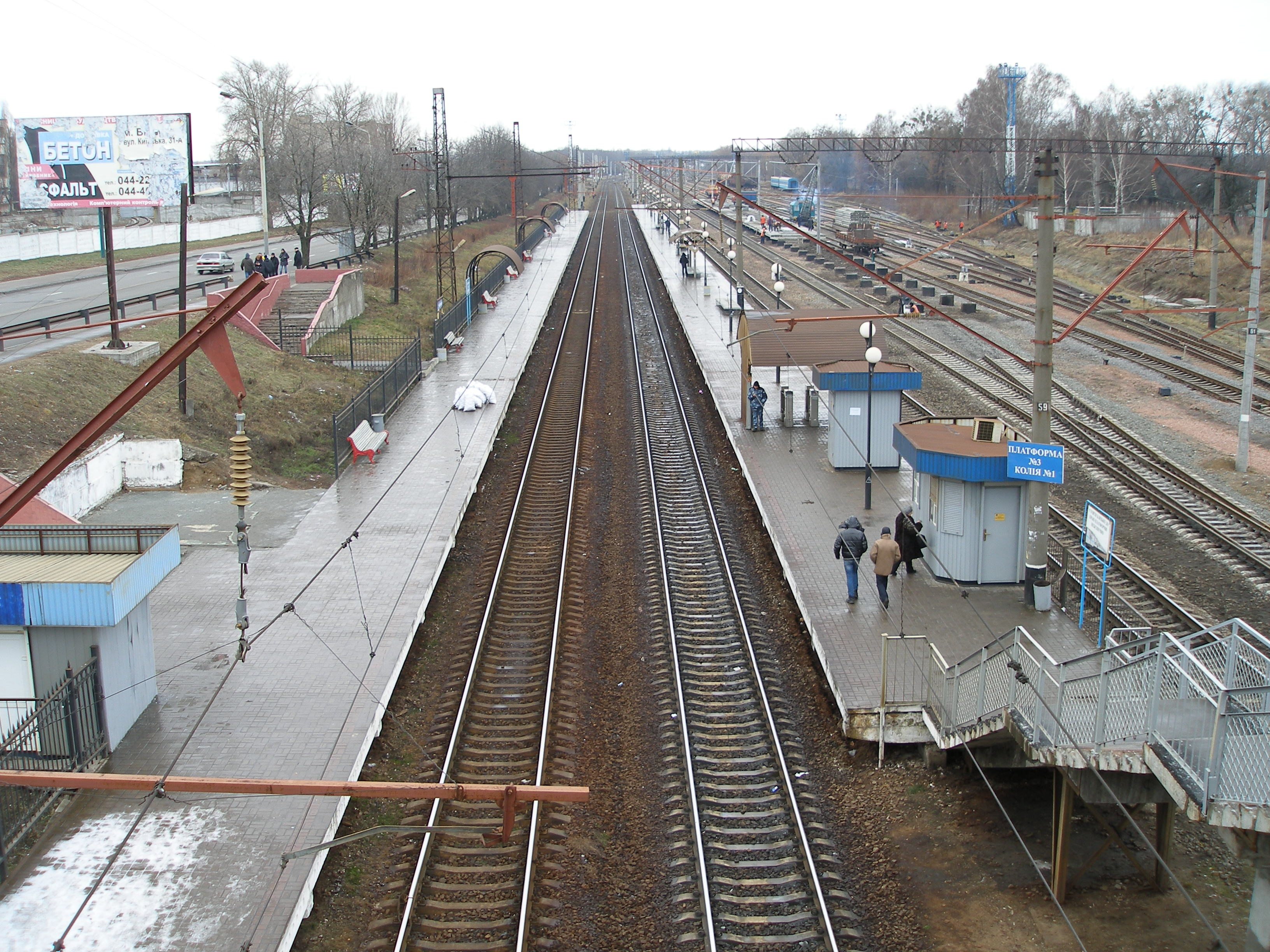
Платформи №№ 3 і 4 (фастівський напрямок)
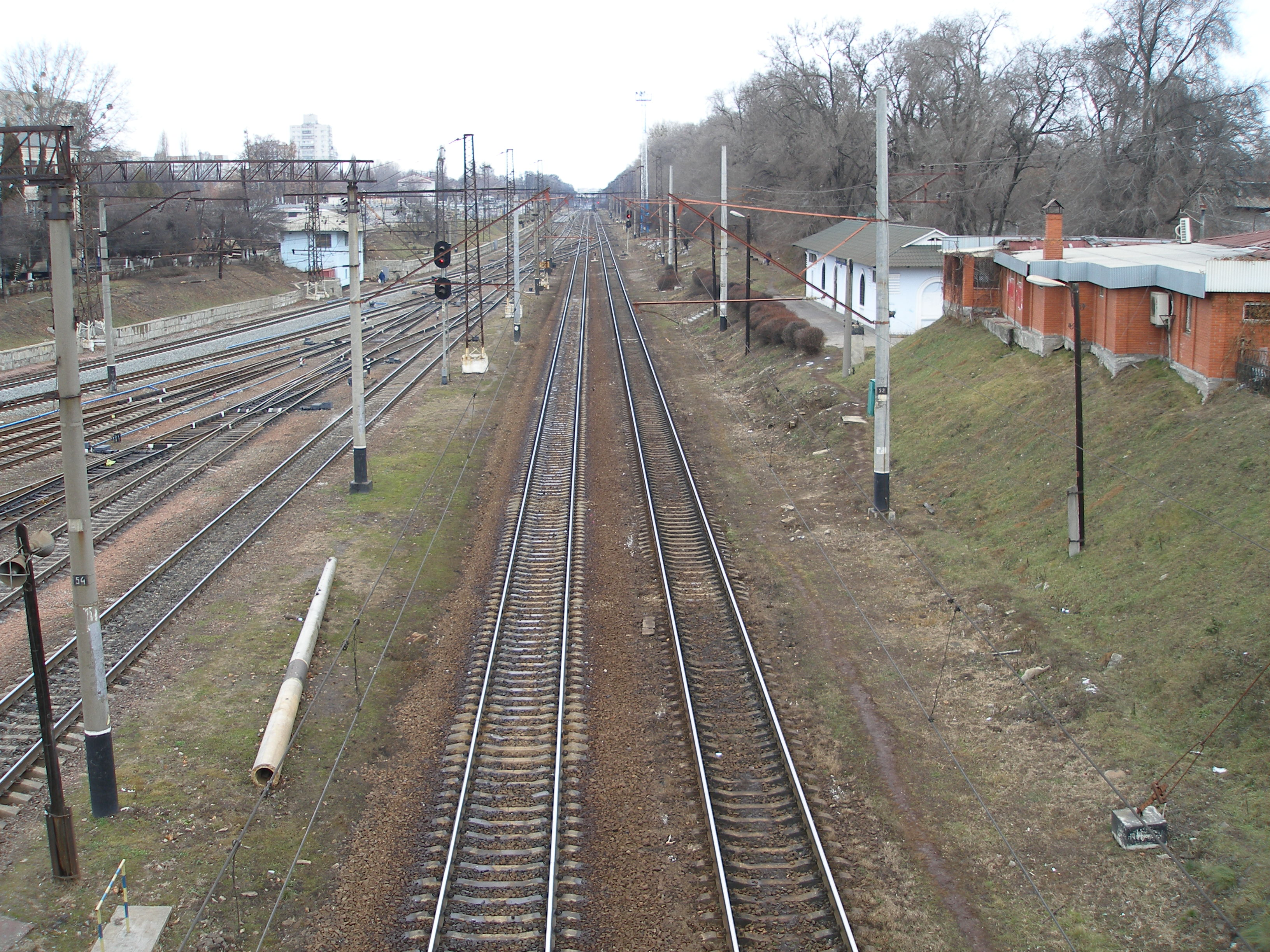
Колії фастівського напрямку. Вид у бік ст. Київ-Пасажирський
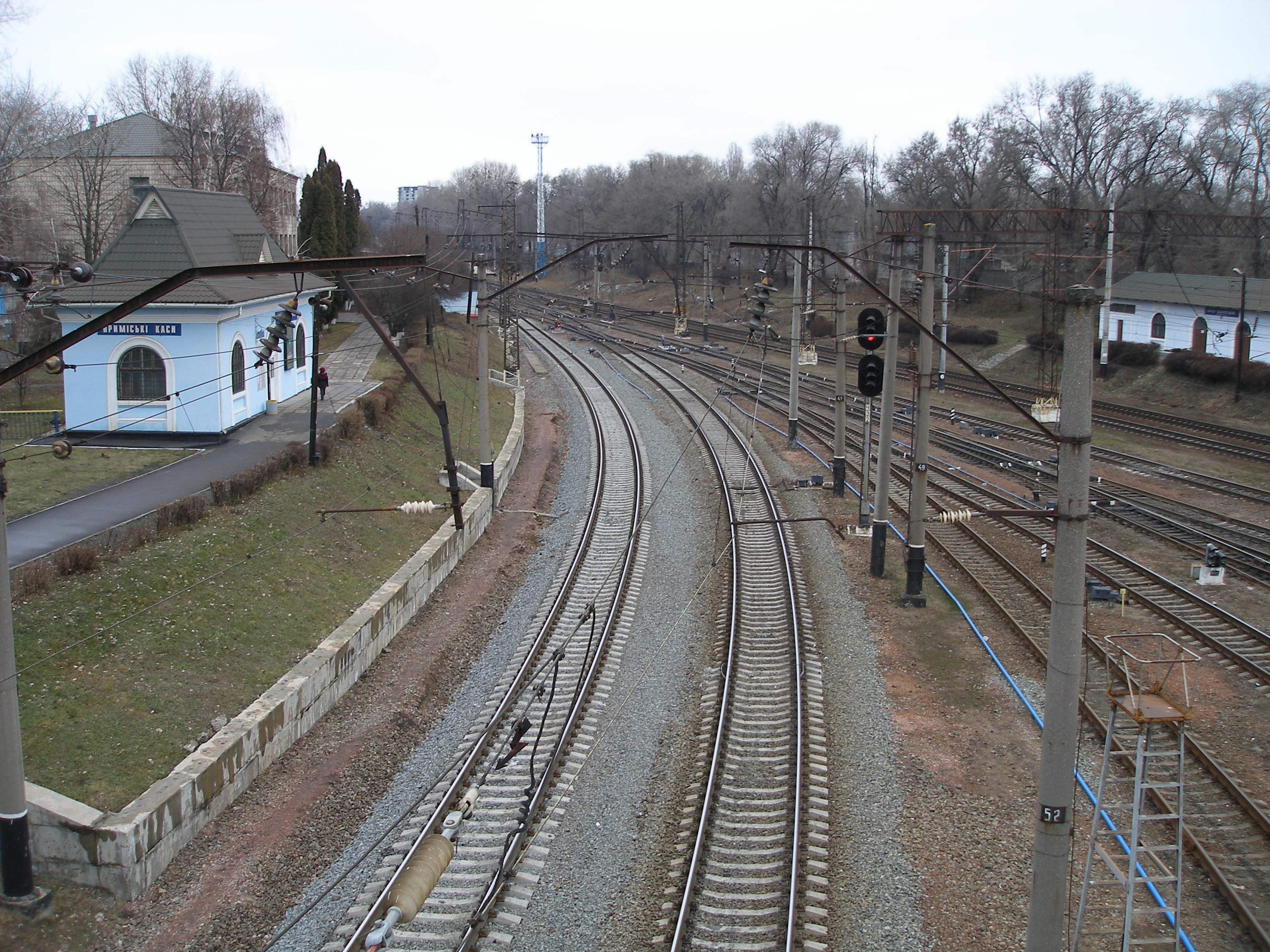
Колії коростенського напрямку. Вид у бік ст. Київ-Пасажирський
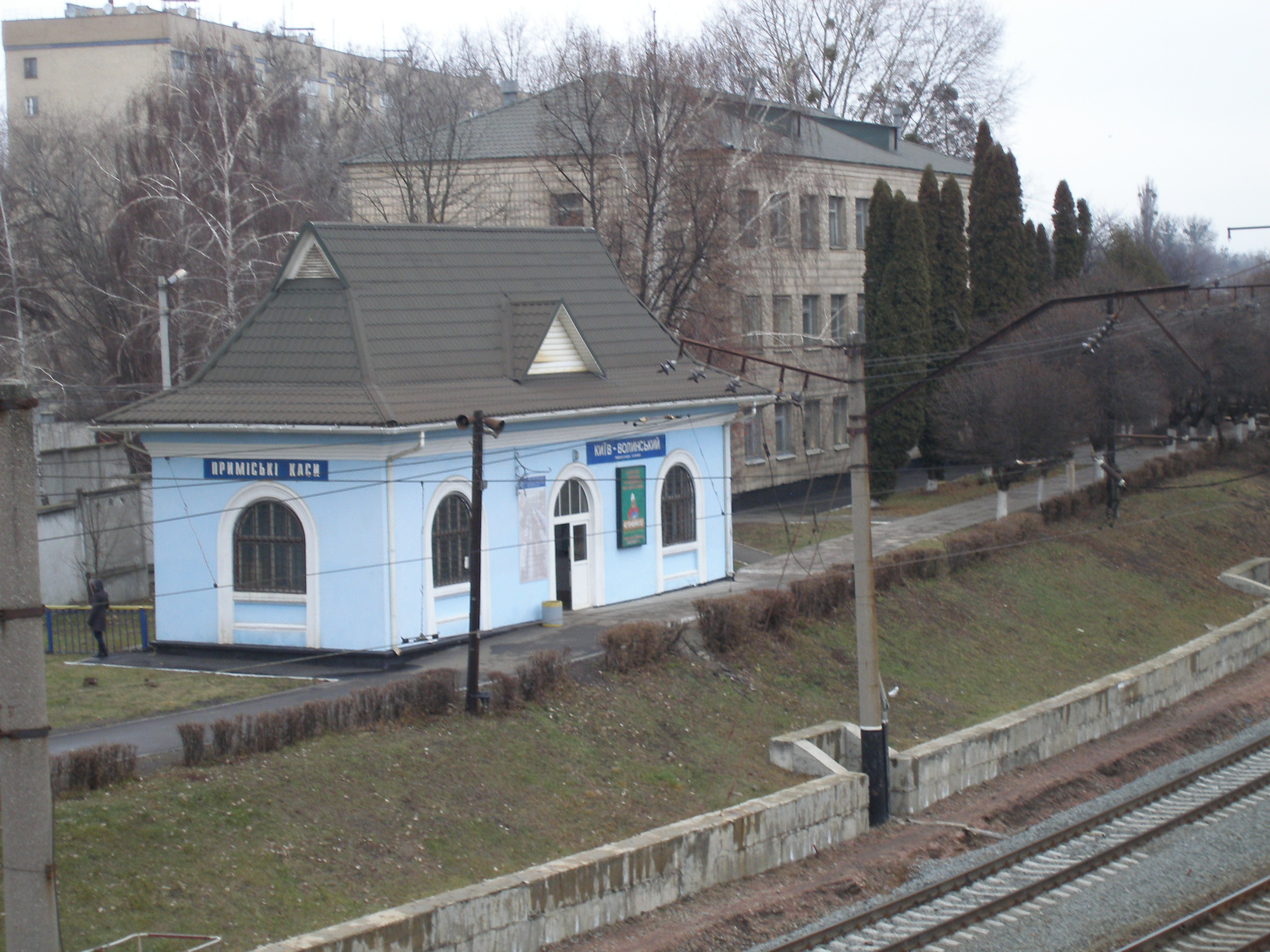
Касовий зал
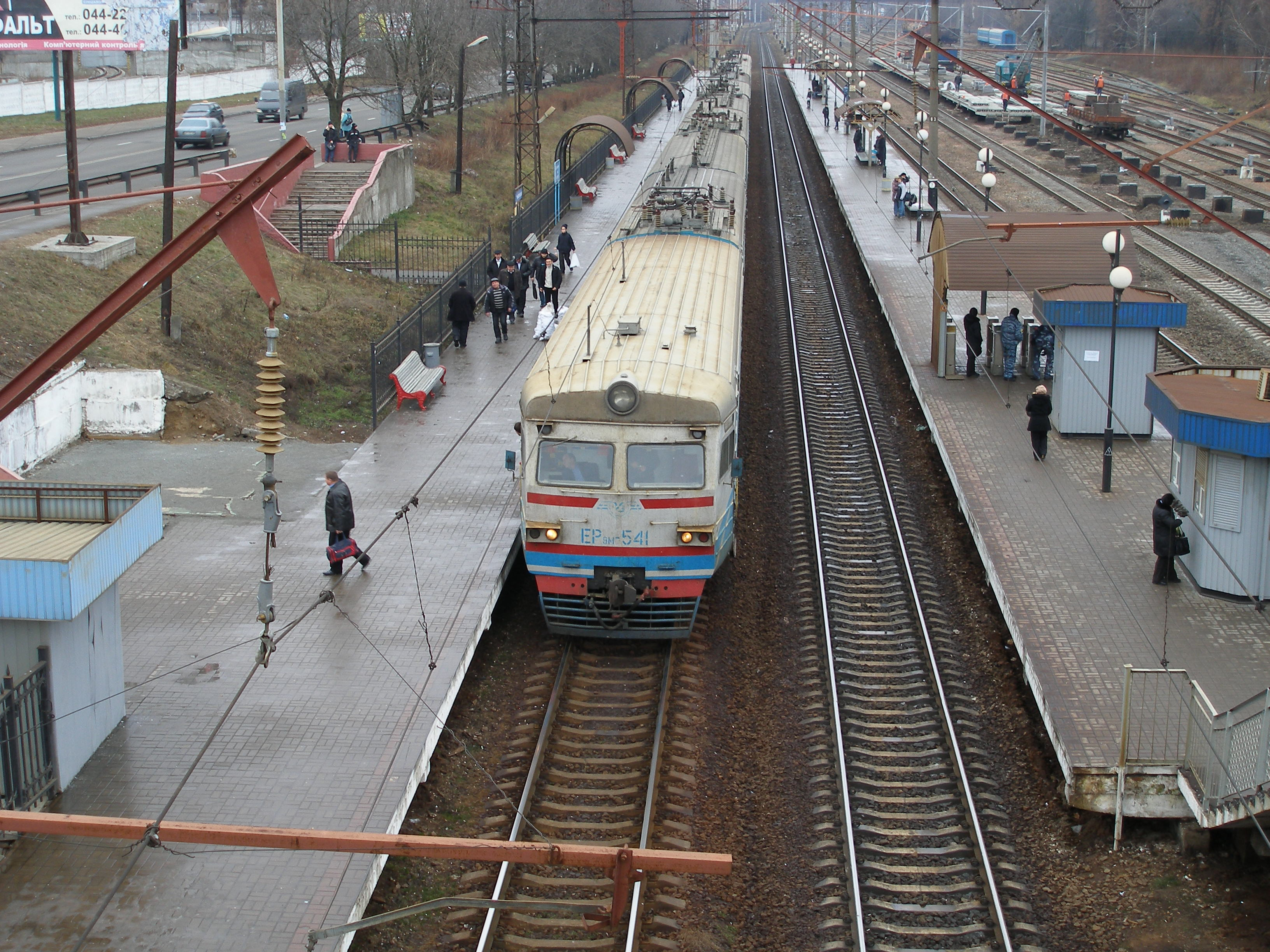
Електропоїзд із Фастова
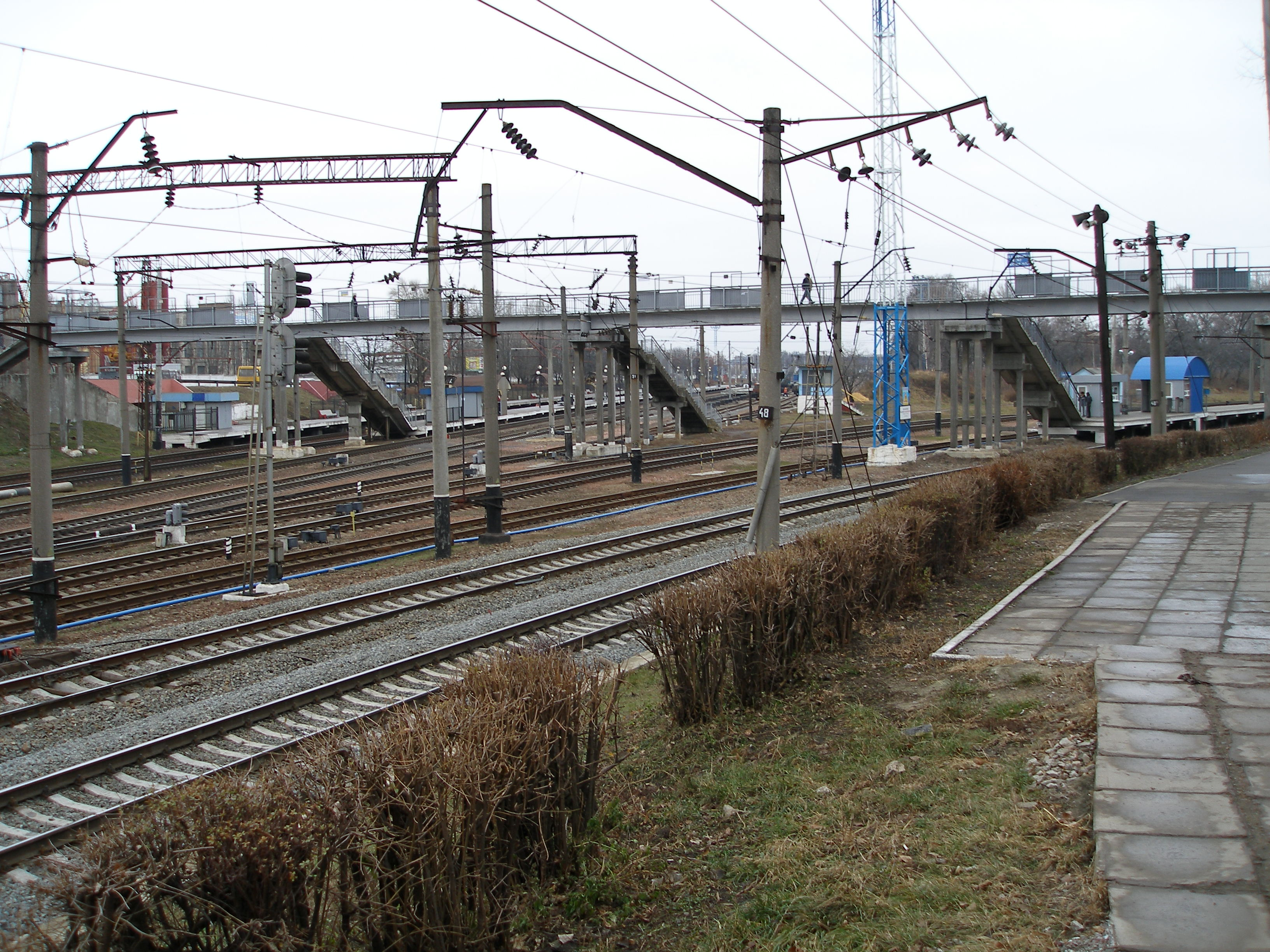
Пішохідний міст
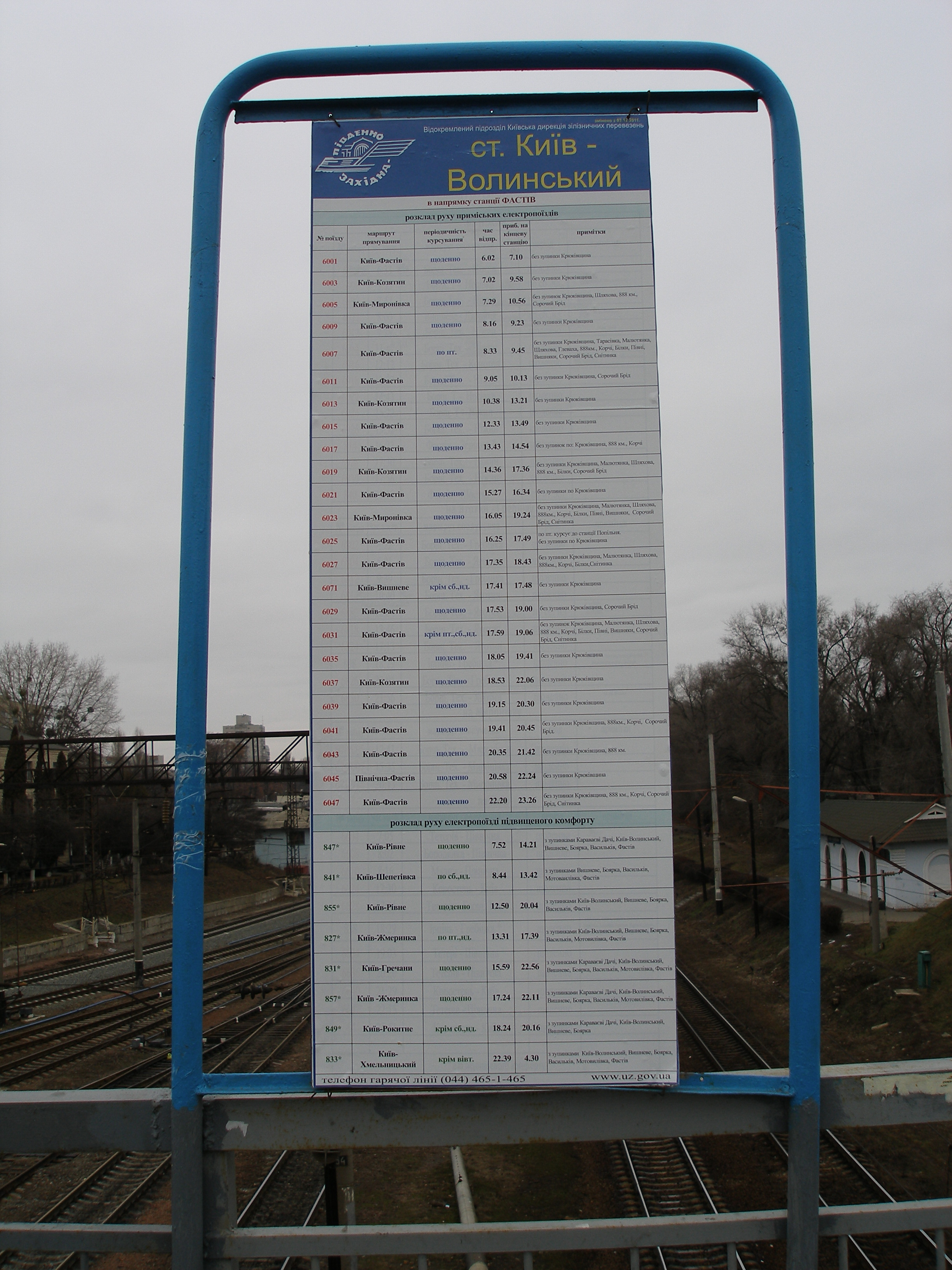
Розклад руху електропоїздів фастівського напрямку